# Isola di Malabar
L'isola di Malabar (nota anche come isola Media) è un'isola delle Seychelles. È la seconda isola più grande dell'Atollo di Aldabra, nel gruppo di isole omonimo, 1000 chilometri a sudovest dalla capitale del Paese, Victoria. L'isola ricopre un'area di 26,8 km² ed è disabitata.
Quest'isola lunga e stretta forma il margine settentrionale dell'atollo di Aldabra. Ad est è separata dall'isola (meridionale) di Grand Terre dal canale di Passe Hoare e ad ovest è separata dall'isola di Polymnieli dal Passe Johnny. Gran parte della costa meridionale dell'isola è ricoperta da paludi di mangrovie.